# ملیح جودت آندای
ملیح جودت آندای (به ترکی استانبولی: Melih Cevdet Anday)(زاده ۱۳۱۵ مارس ۱۹۱۵ - مرگ ۲۸ نوامبر ۲۰۰۲) شاعر و نویسنده ترک بود که اشعارش خارج از جنبش‌های ادبی سنتی ترکیه طبقه‌بندی می‌شود. آثار او شامل یازده مجموعه شعر، هشت نمایشنامه، هشت رمان و پانزده مجموعه مقاله است که بعضی از آنها چندین جایزه بزرگ ادبی دریافت کردند. او همچنین چندین کتاب از زبان‌های دیگر به ترکی ترجمه کرده‌است.

## زندگی‌نامه
ملیح جودت آندای در سال ۱۹۱۵ در استانبول متولد شد و در سال ۱۹۳۱ به همراه والدینش بهآنکارا نقل مکان کرد. پس از فارغ‌التحصیلی از دبیرستان گازی او برای مدتی در رشتهٔ جامعه‌شناسی در بلژیک با کمک‌هزینهٔ دولتی تحصیل کرد اما پس از تهاجم آلمان در سال ۱۹۴۰ مجبور شد به خانه برگردد. بین سالهای ۱۹۴۲ تا ۱۹۵۱ او به عنوان مشاور کتابداری در وزارت آموزش و پرورش در آنکارا مشغول به کار شد. در طول این مدت او فعالیت خود را به عنوان روزنامه‌نگار برای چندین روزنامه آغاز کرد. پس از سال ۱۹۵۴، او به عنوان معلم برای کنسرواتوار شهرداری استانبول مشغول به کار شد. بین سالهای ۱۹۶۴ و ۱۹۶۹، آندای در هیئت مدیرهٔ رادیو تلویزیون ترکیه مشغول به کار بود. پس از بازنشستگی از این سمت در سال ۱۹۷۷، آندی به عنوان مدیر ستاد فرهنگی یونسکو در پاریس منصوب شد.

## حرفه ادبی
آندای بعنوان شاعر یکی از رهبران جنبش غریب بود که ارهان ولی و اوکتای ریفت از اعضای آن بودند. طبق مقدمه مجموعه مشترک آنها که در سال ۱۹۴۱ منتشر شد، شعر باید ساختارگرایی و سبک کلاسیک لفاظی قرن‌های گذشته را رها کند و خود را ساده، متفکر کند و به بیانی تبدیل به هنر خالی از هنری شود که تنها برای خدمت به مردم عادی طراحی شده است.
در سال ۱۹۹۴ مجسمه‌ای برنزی از آندای ساخته و در پارکی به نام خود او در حاشیه خلیج گکووا قرار داده شد.

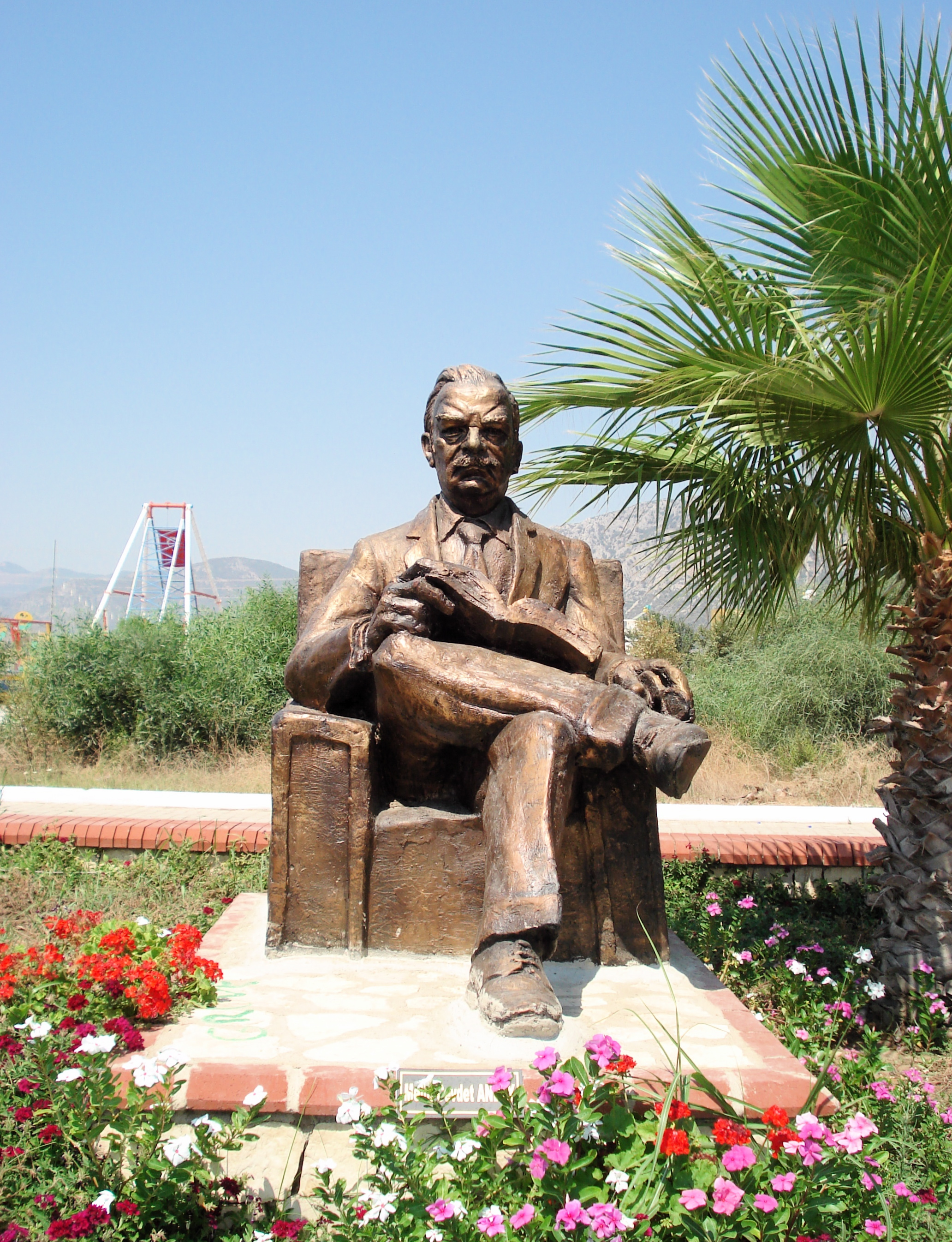
مجسمهٔ ملیح جودت آندای